# Podlejki
Podlejki (deutsch Podleiken) ist ein Ortsteil sowie ein  Schulzenamt in der Landgemeinde Gietrzwałd (Dietrichswalde) im Powiat Olsztyński (Kreis Allenstein) in der polnischen Woiwodschaft Ermland-Masuren.

## Geographische Lage
Die Ortschaft liegt im historischen Ostpreußen im Westen der Masurischen Seenplatte, die dem Baltischen Höhenrücken gehört, etwa fünf Kilometer südöstlich von Dietrichswalde (Gietrzwałd) und 23 Kilometer westlich der Kreismetropole Olsztyn (Allenstein). Die Entfernung zur früheren Kreisstadt Osterode (polnisch Ostróda) beträgt 18 Kilometer.
Charakteristisch für die Gegend sind zahlreiche Seen, Flüsse, sowie Nadel- und Mischwälder. Die Landschaft ist durch den fennoskandischen Eisschild gestaltet worden und ist eine postglaziale, hügelige, bewaldete Grundmoräne mit vielen Rinnen.

## Geschichte
Ursprünglich war hier die südliche Gau Barten der Prußen. Seit 1243 war das Bistum Ermland ein Teil des Deutschordenslandes. Die Handfeste für Podleiken ist im Jahr 1364 nach Kulmer Recht verliehen worden.
Nach dem Zweiten Frieden von Thorn im Jahr 1466 kam Ermland bei der Zweiteilung des Deutschordensstaats Preußen als Fürstbistum Ermland zum autonomen Preußen Königlichen Anteils, das sich freiwillig der Oberhoheit der Krone Polens unterstellt hatte. Im Zuge der ersten polnischen Teilung 1772 kam Podleiken mit Ermland zum Königreich Preußen und später zur Provinz Ostpreußen.
Podleiken gehörte von 1818 bis 1945 zum Kreis Osterode im Regierungsbezirk Allenstein der Provinz Ostpreußen des Deutschen Reichs. Im Mai 1874 wurde der Amtsbezirk Manchengut (polnisch Mańki) mit der Landgemeinde Podleiken gebildet.
Aufgrund der Bestimmungen des Versailler Vertrags stimmte die Bevölkerung im Abstimmungsgebiet Allenstein, zu dem Podleiken gehörte, am 11. Juli 1920 über die weitere staatliche Zugehörigkeit zu Ostpreußen (und damit zu Deutschland) oder den Anschluss an Polen ab. In Podleiken stimmten 120 Einwohner für den Verbleib bei Ostpreußen, auf Polen entfielen 20 Stimmen.
Im Zuge der Ostpreußischen Operation wurde Podleiken um den 20. Januar 1945 von der Roten Armee besetzt. Nach Kriegsende wurde der Ort unter der Bezeichnung Podlejki im Sommer 1945 gemäß dem Potsdamer Abkommen zusammen mit der südlichen Hälfte Ostpreußens zum Bestandteil der Volksrepublik Polen. Danach begann die Zuwanderung polnischer Migranten. Soweit die einheimischen Dorfbewohner nicht geflohen waren, wurden sie in der Folgezeit aus Podleiken vertrieben.

## Kirche

### Evangelisch
Bis 1945 war Podleiken in den Sprengel der evangelischen Kirche Langgut der Pfarre Locken-Langgut innerhalb der Kirchenprovinz Ostpreußen der Kirche der Altpreußischen Union eingegliedert. Die Kirche Łęguty ist auch heute noch das nächstliegende Gotteshaus und ist eine Filialkirche von Ostróda in der Diözese Masuren der Evangelisch-Augsburgischen Kirche in Polen.

### Römisch-katholisch
Gehörte Podleiken vor 1945 zur römisch-katholischen Kirche in Osterode in Ostpreußen, so ist es jetzt in die Pfarrei in Biesal (Biessellen) im Erzbistum Ermland eingegliedert.

## Verkehr

### Straße
Das Dorf liegt an der Landesstraße 16, der früheren Reichsstraße 127, die von Grudziądz (Graudenz) über Ostróda (Osterode) und Olsztyn (Allenstein) bis an die Grenze zu Litauen führt. Von Łukta (Locken) aus verläuft die Woiwodschaftsstraße 531 nach Podlejki.

### Schienen
Drei Kilometer südlich des Orts verläuft die Eisenbahnstrecke Posen–Toruń–Tschernjachowsk  mit der Haltestelle in Biesal.

## Persönlichkeiten

### Aus dem Ort gebürtig
- Hubert Orłowski (* 22. Mai 1937 in Podleiken), polnischer Germanist und Hochschullehrer